# Tintury
Tintury – miejscowość i gmina we Francji, w regionie Burgundia-Franche-Comté, w departamencie Nièvre.
Według danych na rok 1990 gminę zamieszkiwało 200 osób, a gęstość zaludnienia wynosiła 9 osób/km² (wśród 2044 gmin Burgundii Tintury plasuje się na 711. miejscu pod względem liczby ludności, natomiast pod względem powierzchni na miejscu 367.).